# Viltmål
Viltmål är beteckningen på den form av sportskytte som sker i banor lagda i naturen. Man har rörliga mål i form av djurkroppar. Banorna är olika långa och målen har olika visningstider. Målet rör sig både åt vänster och höger. I grenarna Running Target 10 m och Viltmål 50 m förekommer både långsamma och snabba visningstider. Tiden för de långsamma loppen är 5 sekunder och för de snabba 2,5 sekunder.

## Grenar
- Jaktkombination (kombination av 50 m, 80 m och skeet)
- Kulkombination (kombination av 50 m och 80 m)
- Running target (luftgevär 10 m, max 4 ggr förstoring på kikarsiktet, ingen djurkropp utan en tioringad tavla)
- Viltmål 50 m (vildsvinsfigur tioringad, fri förstoring, kaliber 5,6LR)
- Viltmål 80 m (älgfigur tioringad, fri förstoring, kaliber från 5,6 till 8 mm)
- 100 m löpande hjort